# Crassula dependens
Crassula dependens är en fetbladsväxtart som beskrevs av Harry Bolus. Crassula dependens ingår i släktet krassulor, och familjen fetbladsväxter. Inga underarter finns listade i Catalogue of Life.